# Chale Green
Chale Green – osada w Anglii, na wyspie Wight. Leży 10 km na południe od miasta Newport i 130 km na południowy zachód od Londynu.